# مايكل إيرز (ملاكم)
مايكل إيرز (بالإنجليزية: Michael Ayers)‏ مواليد 26 يناير 1965 في لندن، هو ملاكم محترف بريطاني سابق صنّف ضمن فئة الوزن الخفيف.

## إحصائيات
خاض خلال مسيرته 37 نزالا، فاز في 31 وتعادل في 1 وخسر في 5. فاز بالضربة القاضية في 27 نزالا.

## روابط خارجية
- مايكل إيرز على موقع بوكس ريك (الإنجليزية) (registration required)